# Cesare Viazzi (pittore)
Cesare Viazzi (Alessandria, 1857 – Predosa, 1943) è stato un pittore italiano.

## Biografia

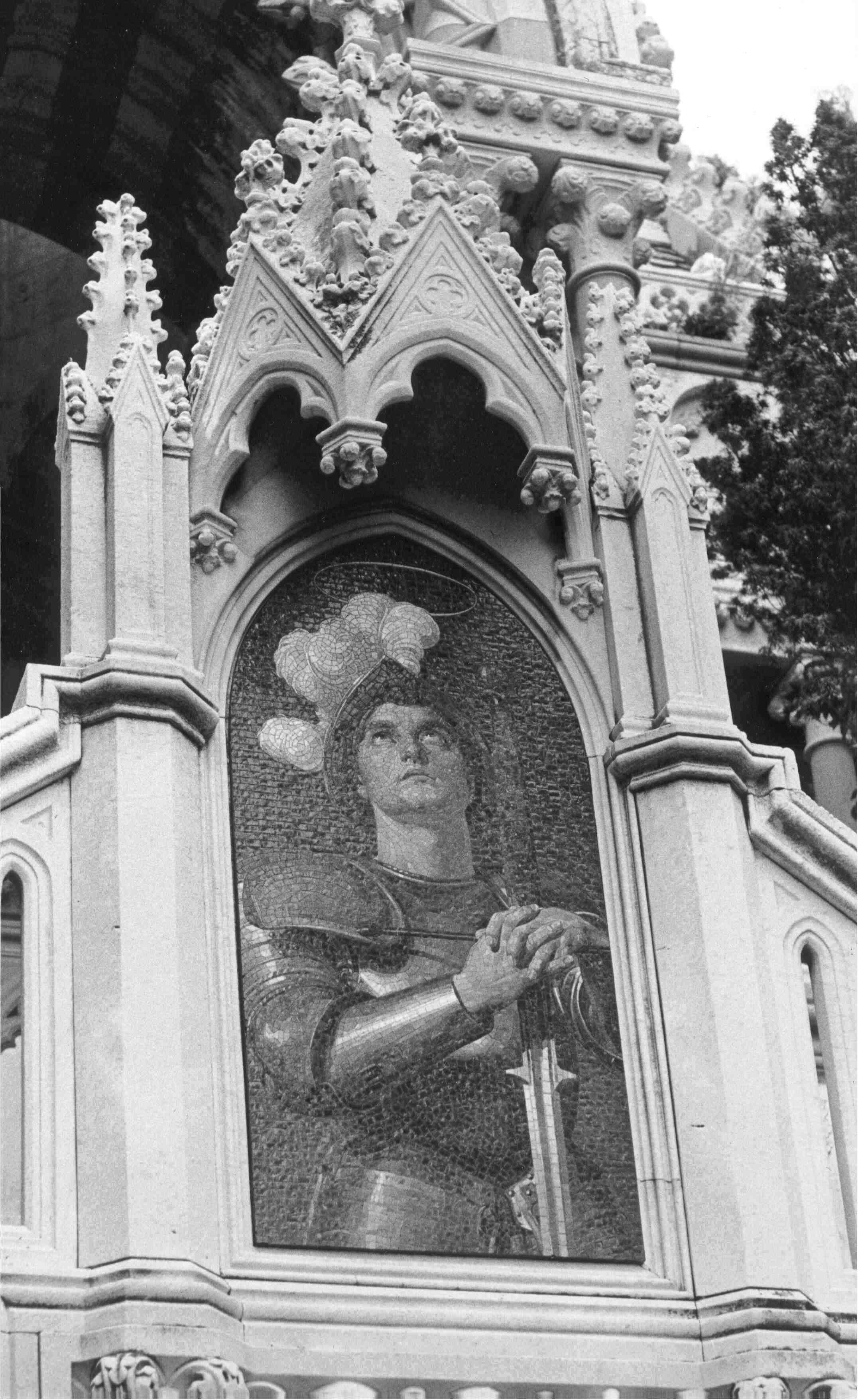
Cesare Viazzi, San Maurizio, Cappella Ottone, Cimitero Monumentale di Staglieno a Genova (1898)

Studiò a Novi Ligure presso la scuola di disegno del Cavanna. Quindi proseguì gli studi come allievo del Gastaldi all'Accademia Romana e alla Accademia Albertina di Torino.
Nel 1893 fu chiamato come professore all'Accademia ligustica di belle arti. In Genova diede vita a un'intensa attività di ritrattista, realizzando dipinti per la Società promotrice di belle arti, grandiosi complessi (Palazzo Raggio in via Balbi, Castello Raggio di Cornigliano, Villa Weil, Villa Bisio in Albaro), soggetti per il Cimitero monumentale di Staglieno.
Per la Cattedrale di Imperia-Porto Maurizio esegì le cinque tele della controfacciata. Tenne studio a Palazzo del Principe e quindi sul sovrappasso dei Portici dell'Accademia a Piazza De Ferrari. L'inquietante senso della natura che aveva ispirato il momento del verismo, animò anche le opere del periodo successivo che si rifacevano all'allegorismo, classicismo e simbolismo.
Nel pieno del successo interruppe l'attività di pittore per dedicarsi solo agli studi, sempre coltivati anche con frequenti viaggi in Europa.

## Studi su Viazzi
Il primo biografo di Viazzi è stato Orlando Grosso. Successivi approfonditi saggi sull'artista sono opera di Giovanni Grasso al quale si deve la vera comprensione della insolita vicenda artistica del Viazzi (nuova voce maggio 2006 Enciclopedia UTET Nova).
In principio di attività Viazzi ha avuto connotazioni di tipo veristico, in consonanza con i tempi. Ma presto, soprattutto nel paesaggio, emergono tendenze più propriamente fermalistiche che, apparentemente, si collegano al fenomeno dei Macchiaioli. Tendenze che in verità denunciano un desiderio di chiarezza costruttiva che ha il suo fulcro nel rapporto cristallino fra colore e luce.
Appare infine una visione dell'arte che viene definita accademica, ma che più esattamente evidenzia una profonda cultura storica collegata alle certezze del Classicismo di sempre.

## Manifestazioni per il 150º anniversario della nascita

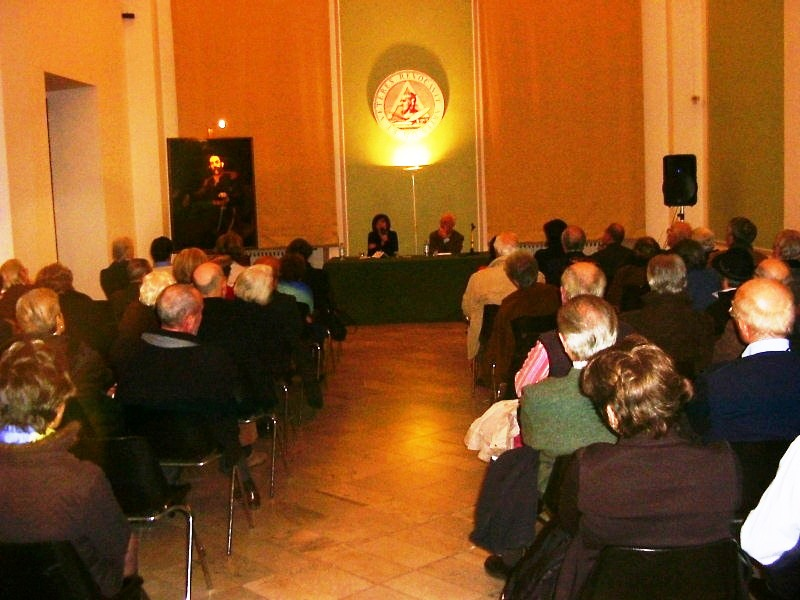
Commemorazione 150° della nascita

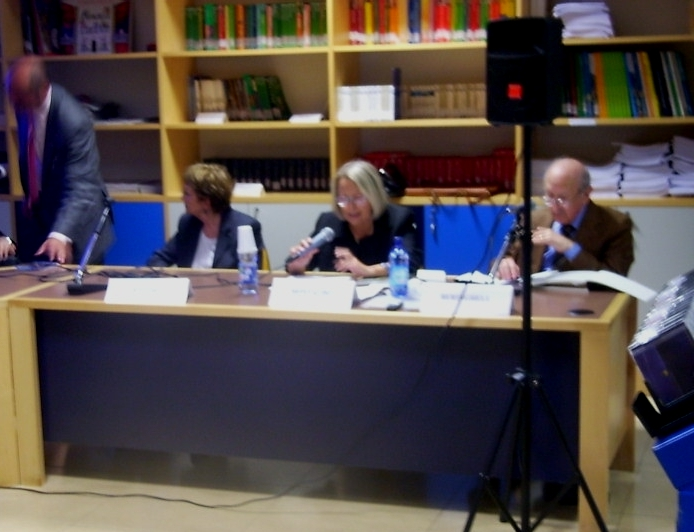
M. Novaro, M. G. Montaldo, Germano Beringheli alla Chiusura delle manifestazioni

- Predosa 8 giugno 2007. Apposizione di un ritratto a bassorilievo con lapide.

Il Comune di Predosa, dove Viazzi aveva la casa di campagna e dove morì nel 1943, ha voluto ricordare il 150º anniversario della nascita murando nella sede della Scuola un ritratto in terra cotta opera della scultrice Giuliana Poggi.
- Novi Ligure 2007. Dedicazione di un'aula del plesso scolastico "G. Pascoli" al pittore Cesare Viazzi.[2].
- Genova 2007. Delibera comunale di apposizione di una targa in bronzo sotto i Portici dell'Accademia in prossimità dello studio del Pittore (sovrappasso tra i Portici e Via XX Settembre)[3].
- Genova 15 febbraio 2008. Accademia Ligustica di Belle Arti. Giornata di studio dedicata al Pittore.

Interventi del giornalista RAI Cesare Viazzi,di Maria Flora Giubilei e Alessandra Gagliano Candela..
- Novi Ligure 29 febbraio 2008. Città di Novi Ligure - Società storica del Novese -  Biblioteca Civica. Ricordo del 150º anniversario della nascita del pittore Cesare Viazzi. Interventi della professoressa Maria Grazia Montaldo (Università di Genova), di Maria Novaro e Claudio Bertieri (Fondazione Mario Novaro) e del critico Dino Molinari curatore di una Mostra aperta ad Alessandria dal 15 marzo al 13 aprile.[5].

Nota: Nel corso della manifestazione è stato proiettato il CD Cesare Viazzi 1857 -1943. Opere pittoriche. Immagini: Archivio Viazzi, Supervisione: Giovanni Grasso, Grafica: Agnese Sironi. Ed. Archivio Viazzi e presentato il numero di La Riviera Ligure quaderno 54 (settembre - dicembre 2007) dedicato a Cesare Viazzi con scritti di Maria Novaro, Paola Costa Calcagno, Sergio Paglieri, Giovanni Grasso, Maria Teresa Scajola e testimonianze d'epoca.
- Genova. Museo dell'Accademia Ligustica di Belle Arti. X Settimana Nazionale della Cultura marzo 2008.

Un Ammiraglio in Accademia. Presentazione al pubblico del dipinto "Ritratto di un Ammiraglio spagnolo" di Cesare Viazzi..
- Alessandria 15 marzo - 13 aprile 2008. Sale d'arte della Città di Alessandria. "Cesare Viazzi. Il paesaggio: luce e colore" mostra di dipinti. Catalogo con introduzione di Piercarlo Fabbio e Paolo Bonadeo, saggi di Maria Grazia Montaldo Spigno e Dino Molinari, rassegna bibliografica. Edizione LineLab per la collana "I cataloghi delle Sale d'arte"[7].
- Genova 18 giugno 2008. Sala della Biblioteca del Consiglio Regionale della Liguria. Discussione sulla pittura di Cesare Viazzi. Interventi di Germano Beringheli, Maria Grazia Montaldo e Maria Teresa Verda Scajola.[8]